# آلفونسینا اورسینی
آلفونزینا اورسینی (۱۴۷۲ – ۷ فوریهٔ ۱۵۲۰) نایب‌السلطنه فلورانس بود. او در دوران غیبت پسرش، لورنتزو دو مدیچی، دوک اوربینو، در سال‌های ۱۵۱۵ تا ۱۵۱۹، بر جمهوری فلورانس حکومت می‌کرد. حکومت او باعث ترس برخی افراد از پایان حکومت جمهوری‌خواهانه در فلورانس شد. او از خانواده‌ای اشرافی زاده شد و در پادشاهی ناپولی پرورش یافت. آلفونزینا از سال ۱۴۸۸ همسر پیه‌رو دی لورنزو د مدیچی و مادر لورنتزو دوم د مدیچی و دو دختر بود. او پس از تبعید خاندان مدیچی، به بازگرداندن آن‌ها به قدرت کمک کرد، برای پسرش به دنبال ازدواج سلطنتی با خاندان پادشاهی فرانسه بود و در دربار لئون دهم، برادرشوهرش، نفوذ زیادی داشت.
در تمام زندگی‌اش، از ثروت، جایگاه و ارتباطات خود برای کمک به فقرا و افراد بی‌صدا بهره برد، اما در عین حال از آن‌ها برای تقویت قدرت و ثروت خانواده‌اش نیز استفاده می‌کرد. او حامی هنر و معماری، هم در فلورانس و هم در رم بود؛ از جمله بازسازی ساختمان‌های مذهبی و ساخت کاخ‌هایی برای خانواده.

## زندگی اولیه و خانواده
او در سال ۱۴۷۲ زاده شد، دختر کاترینا سانسورینو و روبرتو اورسینی، کنت تاگلیاکوتسو و آلبا بود. در دربار فردیناند یکم ناپل پرورش یافت. در سال ۱۴۸۶، ازدواج او با پیه‌رو دی لورنزو د مدیچی به دست عموی او، برناردو روچلای ترتیب داده شد که به عنوان وکیل در مراسم شرکت کرد. در فوریهٔ ۱۴۸۸، او با جهیزیه‌ای به مبلغ ۱۲۰۰۰ دوکات به همسرش در مراسم ازدواجی در رم پیوست که فردیناند و همسرش خوانا آراگون در آن شرکت داشتند. او نهایتاً در مه ۱۴۸۸ وارد فلورانس شد.
همچون همسران پیشین خاندان مدیچی، افراد مذهبی و فقرا از او می‌خواستند تا در خواسته‌هایشان از شوهر یا پسرش وساطت کند. از او خواسته می‌شد تا بار مالیاتی را کاهش دهد، شغل فراهم کند و اموال مصادره‌شده را بازگرداند. آلفونزینا، مادرش و کلاریس اورسینی (مادرشوهر و از بستگان دورش) از پروژه بازسازی بزرگ صومعهٔ سانتا لوسیا در فلورانس حمایت کردند. این بازسازی شامل گسترش خوابگاه‌ها برای خواهران دومینیکن، بازسازی کلیسا و افزودن اتاق‌ها و نمازخانه‌های دیگر بود. تعدادی از اتاق‌ها برای استفاده زنان خانوادهٔ مدیچی در مواقع نیاز در نظر گرفته شده بود.

### فرزندان
آلفونزینا اورسینی و همسرش سه فرزند داشتند:
- کلاریس د مدیچی (۱۴۸۹–۱۵۲۸) همسر فیلیپو استروتزی[۲]
- لورنتزو دو مدیچی، دوک اوربینو (۱۴۹۲–۱۵۱۹)[۲]
- لوئیزا د مدیچی (زادهٔ فوریه ۱۴۹۴)[۱۱]

## زندگی سیاسی
شوهر او و دیگر مردان خانواده مدیچی در نوامبر ۱۴۹۴ تبعید شدند، هنگامی که مذاکرات پیه‌رو با شارل هشتم مهاجم، نتوانست مردم را راضی کند. در ۹ نوامبر ۱۴۹۴، جمعیتی خشمگین کاخ مدیچی را غارت کردند و آلفونزینا و مادرش را بیرون راندند و جواهراتشان را گرفتند. آن‌ها سپس در صومعه‌ای که بازسازی کرده بودند اقامت گزیدند. بر اساس قانون فلورانس، زنان و کودکان مشمول تبعید نمی‌شدند، اما منابع مالی و آزادی رفت‌وآمد آن‌ها محدود بود. همچنین، بر اساس قانون، زنانی که شوهرشان تبعید شده بود می‌توانستند از جهیزیه خود استفاده کنند، اما جهیزیه آلفونزینا در مصادره اموال خاندان مدیچی گنجانده شده بود. او و مادرش با شارل مذاکره کردند تا تبعید لغو شود، اما او فقط برچسب «یاغی» را برداشت و نتوانست تبعید را لغو کند. در مه ۱۴۹۵، آلفونزینا برای رفتن به رم و پیوستن به شوهرش درخواست داد، اما رد شد. او در سپتامبر همان سال، بدون اجازه به سیه‌نا رفت و به پیه‌رو و برادرش جولیانو د مدیچی، دوک نمور پیوست. مادرش نیز در مارس ۱۴۹۷ از فلورانس تبعید شد.
پیه‌رو در سال ۱۵۰۳ در تبعید درگذشت. آلفونزینا در سال ۱۵۰۷ برای مدتی کوتاه به فلورانس بازگشت تا برای دخترش کلاریس همسر بیابد و حق جهیزیه‌اش را مطالبه کند. او مورد استقبال مردم قرار گرفت و برای بازگشت خاندان مدیچی تلاش کرد. با میانجی‌گری لوکرزیا د مدیچی، کلاریس در دسامبر ۱۵۰۸ با فیلیپو استروتزی در رم نامزد شد و خاندان استروتزی را به اردوگاه مدیچی وارد کرد. آلفونزینا برای دخترش جهیزیه‌ای به مبلغ ۴۰۰۰ دوکات فراهم کرد. در سال ۱۵۰۷، رهبر فلورانس، پیه‌رو سودرینی از برادرش، کاردینال فرانچسکو سودرینی خواست که موضوع جهیزیه را حل کند، اما پیشرفت کند بود. در ۱۵۰۸، او از ژولیوس دوم خواست که دارایی‌های کاردینال را توقیف کند تا بتواند حق خود را بگیرد، اما این نیز نتیجه‌ای نداشت. او تا اواخر ۱۵۱۰ به پول جهیزیه‌اش دست نیافت. تبعید خاندان مدیچی تا سپتامبر ۱۵۱۲ ادامه داشت، اگرچه آلفونزینا در رم باقی ماند.
وقتی برادرشوهرش به عنوان لئون دهم انتخاب شد، او از این موقعیت برای افزایش درآمد و تأمین بودجه بیشتر برای پسرش بهره برد. تا سال ۱۵۱۴، با اینکه متوجه کمبود منابع مالی پاپ شد، همچنان به منافع خانواده‌اش اولویت داد. او یک سال تلاش کرد تا دامادش را به سمت خزانه‌دار کل واتیکان برساند، تا خانواده‌اش به خزانه واتیکان دسترسی مستقیم داشته باشند. در این زمان، میان اعضای خانواده بر سر پست‌ها و مناصب مهم اختلافاتی به وجود آمد. آلفونزینا تلاش داشت تا قدرت مطلق فلورانس در دست پسرش باشد، در حالی که گروهی به رهبری لوکرزیا د مدیچی (۱۴۷۰–۱۵۵۳) خواهان حکومتی تقسیم‌شده‌تر بودند. آلفونزینا حتی لورنتزو را تشویق می‌کرد تا در انتخابات فلورانس دخالت کند تا افراد «درست» انتخاب شوند. او مرتباً به پسرش یادآوری می‌کرد که به خانواده‌هایی که به مدیچی‌ها و اورسینی‌ها وفادار بوده‌اند، پاداش دهد. در همین زمان، برای ازدواج سلطنتی پسرش نیز تلاش می‌کرد و ازدواج با شاهزاده‌ای اسپانیایی را مدنظر داشت. در نهایت، او به هدفش رسید و لورنتزو با مادلن دو لا تور دوورنی ازدواج کرد.

## برای مطالعهٔ بیشتر
- Natalie Tomas, Alfonsina Orsini de’ Medici and the ‘problem’ of a female ruler in early sixteenth century Florence, Renaissance Studies, 14 (2000), pp. 70–90.